# Liste der Wiener Gemeindebauten/Meidling
Diese Liste zählt die Gemeindebauten im 12. Wiener Gemeindebezirk Meidling auf.
Es werden nur solche Objekte angeführt, die seit Beginn des sozialen Wohnbaus errichtet wurden. Ältere Häuser, die im Besitz der Stadt Wien sind und in denen ebenfalls Gemeindewohnungen vergeben werden, fehlen daher.
Eine Übersicht über die Siedlungen der 1920er, die aus der von der Stadt Wien unterstützten Siedlerbewegung hervorgegangen sind, gibt es unter Liste der Wiener Wohnsiedlungen der Ersten Republik.
Der George-Washington-Hof ist bezirksübergreifend. Er wird in der Liste für Favoriten aufgeführt.

## Gemeindebauten
| Name / ID                                                                       | Foto |                 | Adresse                                | Baujahr   | Architekt(en) | Kunstobjekte | Wohnungen | Anmerkungen |
| ------------------------------------------------------------------------------- | ---- | --------------- | -------------------------------------- | --------- | --- | --- | --------- | --- |
| Indianerhof (ehemaliges Waschhaus) 336 HERIS-ID: 31049 Objekt-ID: 27973         | 1    | Datei hochladen | Aichholzgasse 52 Standort              | 1929–1930 | Karl Dirnhuber | |           | Denkmalschutz Name nicht offiziell |
| 939                                                                             | BW   | Datei hochladen | Altmannsdorfer Straße 10-14 Standort   | 1992–1994 | Georg Baldass | | 27        | Identadresse Schwetzweg 2 |
| Reismannhof 151 HERIS-ID: 28975 Objekt-ID: 25592                                | 1    | Datei hochladen | Am Fuchsenfeld 1-3 Standort            | 1924–1925 | Hermann Aichinger, Heinrich Schmid | Zwei musizierende Putti vor dem Kindertagesheim von Josef Franz Riedl | 626       | Denkmalschutz Benannt nach Edmund Reismann Identadresse Karl-Löwe-Gasse 18, Längenfeldgasse 31-33, Malfattigasse 16a, Murlingengasse 16, Rizygasse 3-5, Rizygasse 6, Rothkirchgasse 1, Karl-Löwe-Gasse 15 |
| Neues Schöpfwerk 935                                                            | 1 BW | Datei hochladen | Am Schöpfwerk 29 Standort              | 1976–1980 | Erich Bauer, Traude Windbrechtinger, Fritz Waclawek, Michael Pribitzer, Viktor Hufnagl, Wolfgang Windbrechtinger, Leo Parenzan, Joachim Peters | Annakapelle (nach 1683), Vier Betonreliefs Abstrakte Figurenfriese von Eduard Robitschko, Bronzeplastik mit Wasserspeier Knabe mit Fisch von Franz Fischer (Entwurf 1959), Bemalung eines Laubenganges Rhythmische Farbgestaltung von Brigitta Malche, Emailtafeln mit abstrakten Motiven von Günther Kraus in den Teilen an der Zanaschkagasse | 1707      | Benannt nach einem ehemaligen Hebewerk der I. Wiener Hochquellenwasserleitung Identadressen Am Schöpfwerk 31 (ID 933), Zanaschkagasse 12 und 16 (936), Zanaschkagasse 14 (931) |
| Wohnhausanlage Am Schöpfwerk (Ältere Anlage) 161                                | 1    | Datei hochladen | Am Schöpfwerk 56-64 Standort           | 1951–1957 | Franz Schuster | | 868       | Identadresse Tscherttegasse 33-39, Thorvaldsengasse 12-26, Andersengasse 5A, Andersengasse 8-36, Andersengasse 11B, Andersengasse 11A, Andersengasse 1-31, Thorvaldsengasse 11-15, Andersengasse 2-4, Thorvaldsengasse 1, Andersengasse 11C |
| 882                                                                             | 1    | Datei hochladen | Arndtstraße 30-34 Standort             | 1969–1971 | Rudolf Sorgo, Friedrich Pangratz, Julius Csizmazia, Elisabeth Hofbauer-Lachner                                                                 | | 51        | Identadresse Haebergasse 5 |
| 898                                                                             | 1    | Datei hochladen | Arndtstraße 31-33 Standort             | 1951–1952 | Heinrich Reitstätter, Alois Plessinger | Zwei Sgraffiti: Die Achtundvierziger-Kämpfer von Max Melcher, Hochwasserkatastrophe von 1851 von Johannes Wanke | 125       | Identadresse Malfattigasse 2 |
| 1716                                                                            | 1    | Datei hochladen | Arndtstraße 74-76 Standort             | 1997–1999 | Gregor Pribek, Rudolf Lamprecht | | 26        | Identadresse Michael-Bernhard-Gasse 15 |
| Liebknechthof 153 HERIS-ID: 28966 Objekt-ID: 25580                              | 1    | Datei hochladen | Böckhgasse 2-4 Standort                | 1926–1927 | Karl Alois Krist | Mehrere schmiedeeiserne Gittertore | 416       | Denkmalschutz Benannt nach Wilhelm und Karl Liebknecht Identadresse Flurschützstraße 30, Herthergasse 37, Längenfeldgasse 19, Malfattigasse 12 |
| Ernst-Reuter-Hof 162                                                            | 1    | Datei hochladen | Böckhgasse 6 Standort                  | 1954–1955 | Franz A. Bayer, Anna Femböck, Friedrich Mostböck                                                                                               | Zwei Mosaike: Bildung, Arbeit und Erholung von Karl Gunsam Richtung Längenfeldgasse, Das gute und das böse Prinzip von Heinz Klima Richtung Steinbauergasse | 202       | Benannt nach Ernst Reuter Identadresse Längenfeldgasse 24, Steinbauergasse 33 |
| Indianerhof (Östlicher Block) 924 HERIS-ID: 31049 Objekt-ID: 27973              | 1    | Datei hochladen | Egger-Lienz-Gasse 2-6 Standort         | 1928–1930 | Karl Dirnhuber | | 82        | Denkmalschutz Name nicht offiziell Identadresse Spittelbreitengasse 25-27, Aichholzgasse 54 |
| 908                                                                             | 1    | Datei hochladen | Eichenstraße 50-52 Standort            | 1954–1955 | Vinzenz Herrmann | Steinernes Relief Der Wassergeist von Wilhelmsdorf von Josef Schagerl | 22        | |
| 940                                                                             | 1    | Datei hochladen | Flurschützstraße 26 Standort           | 1986–1988 | Günther Feuerstein | weiße Majolikaplatten mit Bemalung in Form einer überdimensionalen Strichrasterung mit dickeren und dünneren blauen Linien | 19        | Identadresse Malfattigasse 33 |
| 887                                                                             | 1    | Datei hochladen | Fockygasse 40-44 Standort              | 1933–1935 | Franz Wiesmann | | 63        | |
| 877                                                                             | 1    | Datei hochladen | Fockygasse 53 Standort                 | 1930–1932 | Bernhard Pichler | Zwei Figurengruppen Putto mit Zicklein von Rudolf Schmidt | 49        | |
| Haydnhof 157 HERIS-ID: 30930 Objekt-ID: 27801                                   | 1    | Datei hochladen | Gaudenzdorfer Gürtel 15 Standort       | 1928–1929 | August Hauser | | 333       | Denkmalschutz Benannt nach Joseph Haydn Identadresse Arndtstraße 1, Siebertgasse 1, Steinbauergasse 4-6 |
| 910                                                                             | 1    | Datei hochladen | Gaßmannstraße 1-19 Standort            | 1954–1956 | Alfred Perl, Josef Ludwig Kalbac | Bronzeplastik Abstrakte Form von Gertrude Fronius | 111       | Identadresse Schönbrunner Allee 2-22 |
| 1693                                                                            | 1    | Datei hochladen | Gaßmannstraße 41 Standort              | 1994–1995 | Rüdiger Lainer | | 17        | |
| 1696                                                                            | 1    | Datei hochladen | Grieshofgasse 12 Standort              | 1995–1996 | Helmut Wimmer | | 9         | |
| 942                                                                             | 1    | Datei hochladen | Hetzendorfer Straße 23 Standort        | 1987–1989 | Peter Zauchenberger, Helmut Wimmer | | 24        | |
| 911                                                                             | 1    | Datei hochladen | Hetzendorfer Straße 43-45 Standort     | 1955–1957 | Eugen R. Schüssler | Zwei Natursteinreliefs Figürliche Darstellungen von Ulf Mayer | 33        | Identadresse Biedermanngasse 16 |
| 909                                                                             | 1    | Datei hochladen | Hetzendorfer Straße 96 Standort        | 1954–1955 | Richard Pfob | | 48        | Identadresse Jägerhausgasse 21. Das Sgraffitowandbild Bogenschütze von Romulus Candea bei Stiege 2 ist nicht auffindbar. Vermutlich im Rahmen der thermischen Sanierung mit Styropor überdeckt worden. |
| 929                                                                             | 1    | Datei hochladen | Hetzendorfer Straße 100 Standort       | 1975–1977 | Rupert Falkner | Zierbrunnen von Heidelinde Warlamis | 34        | |
| 899                                                                             | BW   | Datei hochladen | Hoffingergasse 5 Standort              | 1951–1952 | Werner Gröll | | 69        | Identadresse Elsniggasse 1 |
| Wohnsiedlung Am Tivoli 59 HERIS-ID: 28971 Objekt-ID: 25588                      | 1    | Datei hochladen | Hohenbergstraße 3-21 Standort          | 1927–1930 | Wilhelm Peterle | Moldauer Kapelle und gegenüberliegend eine Büste Șerban Cantacuzinos, beides die Rolle des Fürsten und seines ungefähr hier befindlichen moldauischen Aufgebots während der Zweiten Türkenbelagerung würdigend | 377       | Denkmalschutz Benannt nach einem ehemals hier befindlichen Gasthaus und Tanzlokal Identadresse Krastelgasse 1-15, Josefine-Wessely-Weg 5, Hasenhutgasse 2, Gottslebengasse 3, Gottslebengasse 2-4, Arnsburggasse 2, Brockmanngasse 1-3, Arnsburggasse 1-3, Betty-Roose-Weg 2, Weißenthurngasse 1-17, Krastelgasse 8-14, Brockmanngasse 2-4, Tyroltgasse 3-9, Tyroltgasse 2-8, Krügerweg 2-4, Wildauergasse 1-3, Stranitzkygasse 5, Schwenkgasse 50, Pechegasse 3-5, Ludwig-Martinelli-Gasse 4-10, Lucasweg 2-8, Wildauergasse 6 |
| 897                                                                             | 1    | Datei hochladen | Hohenbergstraße 14-16 Standort         | 1951–1952 | Edith Lessel | Relief Mutter mit Kindern von Adolf Treberer-Treberspurg über dem Toreingang | 58        | Identadresse Ruckergasse 60 |
| 893                                                                             | 1    | Datei hochladen | Hohenbergstraße 24-32 Standort         | 1949–1950 | Franz Mörth | Zwei Sgraffiti von Otto Rudolf Schatz: Wasser und Luft, Feuer und Erde | 79        | Identadresse Aichholzgasse 59 |
| Indianerhof (Gartenstadtteile) 919 HERIS-ID: 31049 Objekt-ID: 27973             | 1    | Datei hochladen | Hohenbergstraße 34, 36-38, 40 Standort | 1927–1930 | Camillo Fritz Discher | | 102       | Denkmalschutz Name nicht offiziell Identadresse Egger-Lienz-Gasse 1, Aichholzgasse 56, Theergasse 2-10 (ID 920), Theergasse 1, Spittelbreitengasse 35, Schwenkgasse 33 (ID 921) |
| 930                                                                             | 1    | Datei hochladen | Ignazgasse 21-25 Standort              | 1973–1975 | Joseph Zimmel | | 85        | Identadresse Zeleborgasse 6, Vierthalergasse 22-24 |
| 913                                                                             | 1    | Datei hochladen | Jägerhausgasse 52-56 Standort          | 1957–1958 | Franz Plass | Natursteinplastik Bache mit Frischlingen von Hannes Haslecker, Drei Mosaikwandbilder Kinder in heiterer Landschaft von Johannes Wanke | 81        | Identadresse Altmannsdorfer Anger 242-246, Hallensteingasse 2-4, Hallensteingasse 1-3 |
| 916                                                                             | 1    | Datei hochladen | Jägerhausgasse 58-66 Standort          | 1960–1961 | Franz Plass | Vier Mosaikwandbilder Jahreszeiten von Karl Hauk | 89        | |
| 871                                                                             | 1    | Datei hochladen | Karl-Löwe-Gasse 4 Standort             | 1929–1930 | Anton Potyka | | 16        | |
| 867                                                                             | 1    | Datei hochladen | Karl-Löwe-Gasse 7-9 Standort           | 1967–1969 | Rotraut Hommer | | 39        | |
| 874                                                                             | 1    | Datei hochladen | Karl-Löwe-Gasse 12 Standort            | 1929–1930 | Jacques Schwefel | | 14        | |
| 861                                                                             | 1    | Datei hochladen | Klährgasse 4 Standort                  | 1954–1955 | Otto Schindler | | 12        | |
| 896                                                                             | 1    | Datei hochladen | Kollmayergasse 2-8 Standort            | 1950–1951 | Rudolf Goder | Kunststeinrelief Alter Meidlinger Geflügelmarkt von Franz Fischer am Gebäudeeck | 44        | Identadresse Schönbrunner Straße 159 |
| Simony-Hof 154 HERIS-ID: 28983 Objekt-ID: 25601                                 | 1    | Datei hochladen | Koppreitergasse 8-10 Standort          | 1927–1928 | Leopold Simony | | 161       | Denkmalschutz Benannt nach dem Architekten, der ein Pionier des sozialen Wohnbaus war Identadresse Rollingergasse 9, Erlgasse 47 |
| 872                                                                             | 1    | Datei hochladen | Koppreitergasse 24-26 Standort         | 1929      | Ernst Miksch | | 35        | Identadresse Ruckergasse 69 |
| 1727                                                                            | 1    | Datei hochladen | Korbergasse 4-6 Standort               | 2000–2001 | Miroslaw Zawila | | 17        | |
| 869                                                                             | 1    | Datei hochladen | Korbergasse 8 Standort                 | 1969–1971 | Fritz Sammer | | 16        | |
| 866                                                                             | BW   | Datei hochladen | Lichtensterngasse 3-21 Standort        | 1967–1969 | Friedrich Binder, Joseph Zimmel, Hans Dedek, Gerhard E.J. Dubin, Fritz Slama, Bruno Buzek, Karl Kaill                                          | Kalksandsteinplastik Aufstrebend von Herbert Wasenegger | 400       | Identadresse Max-Hegele-Weg 13, Josef-Reichl-Gasse 9, Max-Hegele-Weg 14 |
| 918                                                                             | 1    | Datei hochladen | Liebenstraße 36-40 Standort            | 1963–1965 | Konrad Gollob, Friedrich Weinkopf, Ernst Lederer-Ponzer                                                                                        | | 90        | Identadresse Wittmayergasse 12-14 |
| 873                                                                             | 1    | Datei hochladen | Liebenstraße 48 Standort               | 1929      | Josef Beer | | 35        | |
| Lorenshof 155 HERIS-ID: 28984 Objekt-ID: 25602                                  | 1    | Datei hochladen | Längenfeldgasse 14-18 Standort         | 1927–1928 | Otto Prutscher | Steinplastik Lesende von Rudolf Schmidt, Drei Plastiken spielender Kinder an den Ecken und beim Eingang | 143       | Denkmalschutz Benannt nach Carl Lorens Identadresse Arndtstraße 45, Klährgasse 2 |
| Fuchsenfeldhof 150 HERIS-ID: 28988 Objekt-ID: 25606                             | 1    | Datei hochladen | Längenfeldgasse 68 Standort            | 1922–1925 | Hermann Aichinger, Heinrich Schmid | Zwei musizierende Putti von Josef Franz Riedl, Wandbrunnen mit Fuchsmaske | 452       | Denkmalschutz Benannt nach einem Flurnamen Identadresse Murlingengasse 32-34, Karl-Löwe-Gasse 17-19, Aßmayergasse 63 |
| Fröhlich-Hof 156 HERIS-ID: 28991 Objekt-ID: 25609                               | 1    | Datei hochladen | Malfattigasse 1-5 Standort             | 1928–1929 | Engelbert Mang | Steinbrunnen mit Putti, die einen Globus tragen von Stanislaus Plihal | 161       | Denkmalschutz Benannt nach Katharina Fröhlich Identadresse Arndtstraße 27-29, Fockygasse 2a, Oppelgasse 14 |
| 885 HERIS-ID: 28992 Objekt-ID: 25610                                            | 1    | Datei hochladen | Malfattigasse 7 Standort               | 1931–1932 | Stefan Fayans | | 50        | Denkmalschutz Identadresse Oppelgasse 19 |
| 883                                                                             | 1    | Datei hochladen | Malfattigasse 13 Standort              | 1930–1931 | Johann (Hans) Zamecznik | | 26        | |
| 890                                                                             | 1    | Datei hochladen | Malfattigasse 27-31 Standort           | 1948–1951 | Josef Ludwig Kalbac | | 45        | Identadresse Koflergasse 21 |
| 879 HERIS-ID: 28993 Objekt-ID: 25611                                            | 1    | Datei hochladen | Malfattigasse 39 Standort              | 1929–1930 | Klemens M. Kattner | | 42        | Denkmalschutz |
| August-Fürst-Hof 163 HERIS-ID: 29031 Objekt-ID: 25651                           | 1    | Datei hochladen | Meidlinger Hauptstraße 8-14 Standort   | 1955–1957 | Eva Poduschka, Otto Frank, Otto Gruen, Franz Sturm                                                                                             | Bronzeplastik Sitzendes Mädchen von Rudolf Schwaiger, Mosaik Entwicklung des Meidlinger Wappens von Leopold Schmid, Mosaik Abstrakte Felderteilung von Rotraut Brauneis im Eingangsbereich des Flügels Richtung Theresienbadgasse | 160       | Denkmalschutz Benannt nach August Fürst (1892–1974), Bezirksvorsteher von Meidling Identadresse Theresienbadgasse 6, Hufelandgasse 1a, Hufelandgasse 1b, Theresienbadgasse 5-9 |
| 932                                                                             | 1    | Datei hochladen | Migazziplatz 6 Standort                | 1980–1982 | Bruno Echerer | | 16        | |
| 904                                                                             | 1    | Datei hochladen | Migazziplatz 8-9 Standort              | 1953–1954 | Gustav Hoppe, Viktor Fenzl | Steinplastik Die Badende von Alexander Wahl | 120       | Identadresse Mandlgasse 9-15, Niederhofstraße 10-12 |
| 863                                                                             | BW   | Datei hochladen | Moosbruggergasse 1 Standort            | 1956      | Friedrich (Fritz) Novotny | | 62        | Identadresse Ruttenstockgasse 4, Unter-Meidlinger Straße 65 |
| 878                                                                             | 1    | Datei hochladen | Münchenstraße 24 Standort              | 1930–1931 | Otto Kollisch | | 29        | Identadresse Kernstraße 11 |
| 875                                                                             | 1    | Datei hochladen | Oswaldgasse 14-22 Standort             | 1929–1930 | Alfred Kraupa | | 157       | Identadresse Johann-Hoffmann-Platz 18 |
| 927                                                                             | 1    | Datei hochladen | Oswaldgasse 15-19 Standort             | 1970–1972 | Ernst Lederer-Ponzer, Konrad Gollob, Friedrich Weinkopf                                                                                        | Metallplastik Prismenfigur, polyphon aufgebaut von Alois Heidel | 45        | |
| 894                                                                             | 1    | Datei hochladen | Pachmüllergasse 21 Standort            | 1950–1951 | Erich Kaindl | | 20        | Identadresse Sechtergasse 4 |
| 900                                                                             | BW   | Datei hochladen | Pirkebnerstraße 1-3 Standort           | 1949–1954 | Walter Majores, Josef Jaroslav Bayer, Franz Wiesmayr, Erich Majores                                                                            | Zwei Fresken von Christian Pfeffer Die Freuden des kleinen Mannes: Gartenarbeit und Sport | 228       | Identadresse Unter-Meidlinger Straße 79-83, Eibesbrunnergasse 10-12 |
| 928                                                                             | 1    | Datei hochladen | Pohlgasse 52 Standort                  | 1973–1975 | Eugenie Pippal-Kottnig | | 22        | Identadresse Gatterholzgasse 16 |
| Indianerhof (Trakt an der Ratschkygasse) 923 HERIS-ID: 31049 Objekt-ID: 27973   | 1    | Datei hochladen | Ratschkygasse 41-43 Standort           | 1929–1930 | Karl Dirnhuber | | 91        | Denkmalschutz Name nicht offiziell |
| 864                                                                             | 1    | Datei hochladen | Rauchgasse 37 Standort                 | 1956      | Matthäus Jiszda II. | | 22        | Identadresse Vivenotgasse 36 |
| 941                                                                             | 1    | Datei hochladen | Rollingergasse 6-8 Standort            | 1988–1989 | Werner Höfer, Josef Paul Kleihues, Klaus Becker                                                                                                | | 165       | Identadresse Tanbruckgasse 26, Erlgasse 37 |
| Helene-Potetz-Hof 287                                                           | 1    | Datei hochladen | Rosenhügelstraße 35 Standort           | 1984–1987 | Manfred Rapf, Edith Lassmann | | 45        | Benannt nach Helene Potetz Identadresse Endergasse 2 |
| 880                                                                             | 1    | Datei hochladen | Rosenhügelstraße 35a Standort          | 1930–1931 | Viktor Reiter | | 41        | Besteht aus zwei Baublöcken zu je drei Stiegen, der zweite an der Endergasse hat keine eigene Adresse. Identadresse Defreggerstraße 1a |
| Indianerhof (westlicher Block) 922 HERIS-ID: 31049 Objekt-ID: 27973             | 1    | Datei hochladen | Rotenmühlgasse 64 Standort             | 1929–1930 | Camillo Fritz Discher | Figur eines Indianers und eines büchertragenden Buben über zwei Eingängen | 285       | Denkmalschutz Benannt nach der Indianerfigur – Name nicht offiziell Identadresse Spittelbreitengasse 44, Schwenkgasse 29, Ratschkygasse 49, Spittelbreitengasse 46-48, Schwenkgasse 31 (ID 926) |
| 907                                                                             | 1    | Datei hochladen | Rothenburgstraße 3 Standort            | 1953–1955 | Rudolf Kolowrath | Acht Mosaiksupraporten: Farnkraut, Frauenschuh und Löwenzahn von Ernst Paar, Melone und Sonnenblume von Jakob Laub, Kastanie, Maiskolben und Tulpe von Hermann Kosel | 95        | Identadresse Sagedergasse 16 |
| 868                                                                             | 1    | Datei hochladen | Sagedergasse 7-11 Standort             | 1969–1971 | Walter Muchar, Walter Havelec, Libuse Partyka, Michael Pribitzer                                                                               | Edelstahlplastik Raumstürmer ST 86 oder Sonne von Josef Schagerl | 448       | Identadresse Zanaschkagasse 26-30, An den Froschlacken 10-12 |
| 905                                                                             | 1    | Datei hochladen | Schlöglgasse 17 Standort               | 1953–1954 | Willy Grunert, Erika Hotzy-Peters | Sgraffitowandbild Wiener Spaziergänge von Schlögl (nach Texten von Schlögl) von Maximilian Florian | 88        | |
| 870                                                                             | 1    | Datei hochladen | Schlöglgasse 71 Standort               | 1959      | Hans Zahlbruckner, Karl Kotratschek | Mosaik Wald von Emil Toman um den Eingang | 19        | |
| 943                                                                             | 1    | Datei hochladen | Schönbrunner Schloßstraße 34 Standort  | 1990–1991 | Zachari Vesselinov, Josef Wagner, Alfred Nürnberger                                                                                            | | 71        | Identadresse Rechte Wienzeile 241-243 |
| 876                                                                             | 1    | Datei hochladen | Schönbrunner Straße 181-183 Standort   | 1969–1971 | Lionore Regnier-Perin | | 20        | |
| 860                                                                             | 1    | Datei hochladen | Schönbrunner Straße 195 Standort       | 1969      | Julius Csizmazia, Friedrich Pangratz, Rudolf Sorgo, Elisabeth Hofbauer-Lachner                                                                 | Bronzeplastik Aufspringendes Pferd von Elisabeth Turolt | 117       | Identadresse Arndtstraße 40, Kobingergasse 8-12 |
| Josef-Mikl-Hof 906                                                              | 1    | Datei hochladen | Schönbrunner Straße 242 Standort       | 1960–1962 | Stephan A. Kraft, Richard Praun | Zwei Torfeldmosaike: Tag von Hilde Schimpp, Nacht von Hans Escher | 43        | Identadresse Schönbrunner Schloßstraße 11-13, Schönbrunner Straße 242a 2023 nach Josef Mikl benannt |
| 891                                                                             | 1 BW | Datei hochladen | Schwenkgasse 54-60 Standort            | 1949–1950 | Heinz Rollig | Steinzeugrelief Fenster ins Leben von Josef Humplik | 42        | Identadresse Hasenhutgasse 1-3 |
| 944                                                                             | 1    | Datei hochladen | Sechtergasse 7 Standort                | 1992–1993 | Ernst-Helmar Zwick | | 26        | |
| 934                                                                             | 1    | Datei hochladen | Sechtergasse 8-10 Standort             | 1979–1981 | Otto Erhartt | | 18        | |
| 903                                                                             | 1    | Datei hochladen | Spittelbreitengasse 23 Standort        | 1954–1955 | Anton Ceplecha, Karl Molnar, Herbert Prehsler, Alexander Kratky, Oskar Trubel, Hans Bichler, Bruno Buzek, Robert Gerlach, Karl Hauschka        | Kunststeinplastik Mann mit Kalb von Gabriele Waldert. Mosaike zur Aichholzgasse hin: Spielende Kinder von Hans Melcher, Hochzeit von Heribert Potuznik, Lernende Kinder von Johannes Wanke. Mosaike zur Ruckergasse hin: Frühling von Susanne Peschke-Schmutzer, Sommer von Mutz Stanek, Herbst von Ilse Pompe, Winter von Hilde Prinz          | 578       | Identadresse Aichholzgasse 57, Ruckergasse 54-58 |
| Stachegasse 1-3 902                                                             | 1    | Datei hochladen | Stachegasse 1 Standort                 | 1954–1955 | Franz Peydl, Hans Hassmann | | 99        | Identadresse Edmund-Reim-Gasse 34 |
| Leopoldine-Glöckel-Hof 158 HERIS-ID: 28964 Objekt-ID: 25578                     | 1    | Datei hochladen | Steinbauergasse 1-7 Standort           | 1931–1932 | Josef Frank | | 318       | Denkmalschutz Benannt nach Leopoldine Glöckel Identadresse Gaudenzdorfer Gürtel 11, Herthergasse 2, Siebertgasse 15 |
| Bebelhof 152 HERIS-ID: 29026 Objekt-ID: 25646                                   | 1    | Datei hochladen | Steinbauergasse 36 Standort            | 1925–1926 | Karl Ehn | Trinkbrunnen mit Frosch und Rutschbahn, beide von Mario Petrucci (1953) | 316       | Denkmalschutz Benannt nach August Bebel Identadresse Aßmayergasse 13-21, Längenfeldgasse 20, Klährgasse 1 |
| 895                                                                             | 1    | Datei hochladen | Steinhagegasse 9 Standort              | 1950–1951 | Josef Leitner, Emil Nibio | | 20        | |
| Indianerhof (Mittlerer Block – „Theerhof“) 925 HERIS-ID: 31049 Objekt-ID: 27973 | 1    | Datei hochladen | Theergasse 3-5 Standort                | 1929–1930 | Karl Dirnhuber | | 138       | Denkmalschutz Name nicht offiziell Identadresse Spittelbreitengasse 31-33, Egger-Lienz-Gasse 3 |
| 862                                                                             | 1    | Datei hochladen | Theresienbadgasse 1 Standort           | 1911      | Max Neuwirth | | 5         | Identadresse Schönbrunner Straße 261 Ursprünglich als Erweiterung des Meidlinger Amtshauses gebaut |
| 917                                                                             | 1    | Datei hochladen | Tivoligasse 4-6 Standort               | 1961–1963 | Franz A. Bayer | Steinplastik Vogelbaum von Joana Steinlechner-Bichler | 49        | |
| 915                                                                             | 1    | Datei hochladen | Tivoligasse 13 Standort                | 1959–1961 | Helene Koller-Buchwieser, Theodora Bauer, Vinzenz Herrmann                                                                                     | | 125       | Identadresse Pohlgasse 12 |
| 912                                                                             | 1    | Datei hochladen | Unter-Meidlinger Straße 16-22 Standort | 1959–1961 | Karl Maria Lang, Gerhard Kolbe, Herbert Thurner, Maria Petter, Friedrich Euler, Wilhelm (Willi) Gehrke                                         | Steinplastik Zwei Ruhende von Hilde Uray, Plastik Wogen oder Liegende weibliche Figur von Georg Zauner, Mosaikobjekt Windrose von Arnulf Neuwirth, Kinderrutsche von Rudolf Friedl | 418       | Identadresse Köglergasse 1-7, Kundratstraße 33-35, Karplusgasse 2-12 |
| 892                                                                             | 1    | Datei hochladen | Vierthalergasse 11-17 Standort         | 1953–1954 | Hermann Stiegholzer | Brunnenplastik Mutterglück von Michael Drobil, Supraporten: Wassermann von Wilhelmsdorf und Taubengruppe von Alfons Riedel, ebenso Kinder mit Badeschwamm, Kamm und Zahnbürste über dem Eingang zum Kindergarten | 174       | Identadresse Wilhelmstraße 20-24, Pinaglgasse 2, Rauchgasse 15-17, Dörfelstraße 1a |
| Johann-Resch-Hof 160                                                            | 1    | Datei hochladen | Werthenburggasse 2-4 Standort          | 1950–1951 | Werner Gröll, August Bauer, Hans Schwarz, Wilhelm Glattes                                                                                      | Steinzeugplastik Bär von Elisabeth Turolt, Relief Zwei Pferde von Alois Heidel, Sgraffito Der Deutsche Ritterorden als Grundherr Hetzendorfs von Karl Kemetter | 181       | Benannt nach Johann Resch Identadresse Münchenstraße 30, Atzgersdorfer Straße 1b, Münchenstraße 31-35, Kernstraße 16, Atzgersdorfer Straße 1, Defreggerstraße 32, Atzgersdorfer Straße 1c, Atzgersdorfer Straße 1a, Hetzendorfer Straße 163 |
| 886                                                                             | 1    | Datei hochladen | Wienerbergstraße 10 Standort           | 1931–1932 | Carl Witzmann | | 162       | Identadresse Kastanienallee 4, Moosbruggergasse 3, Ruttenstockgasse 1 |
| Max-Opravil-Hof 159                                                             | 1    | Datei hochladen | Wienerbergstraße 12 Standort           | 1949–1954 | Otto Nobis, Rudolf Kolowrath, Erich Oberdorfer, Edith Lessel                                                                                   | Keramikskulptur Tiersäule von Robert Obsieger, Natursteinplastik Seelöwe von Othmar Jarmer (aus der abgerissenen Anlage Darnautgasse 10 hierher transferiert) | 426       | Benannt nach Max Opravil (1896–1971), Schutzbundkommandant von Meidling, Abgeordneter zum Landtag und Gemeinderat Identadresse Unter-Meidlinger Straße 67, Moosbruggergasse 2, Eibesbrunnergasse 1 |
| 914                                                                             | 1    | Datei hochladen | Wienerbergstraße 14 Standort           | 1959–1960 | Brigitte Wiedmann, Heinrich (Heinz) Reiter | Bronzeplastik Sitzendes Mädchen von Hans Knesl, Fünf Sgraffito-Wandbilder: Osterinsel-Bilderschrift von Karl Bednarik, Indianische Totemzeichen von Roswitha Salem, Chinesische Glückssymbole von Herbert Toni Schimek, Bilderschrift der Bidjogo von Godwin Ekhart, Ornament und Spruch von Roman Haller                                       | 110       | Identadresse Eibesbrunnergasse 14-16, Pirkebnerstraße 5-7, Wienerbergstraße 14a |
| Am Wienerberg 865 HERIS-ID: 29047                                               | 1    | Datei hochladen | Wienerbergstraße 16-20 Standort        | 1926–1927 | Karl Dorfmeister, Paul Gütl, Camillo Fritz Discher, Rudolf Frass, Rudolf Perco                                                                 | Zwei Figuren Putto mit Gans bzw. Putto mit Bär von Wilhelm Hejda | 785       | Denkmalschutz besteht aus zwei Teilen, die auf ursprünglich getrennten Parzekken von verschiedenen Architekten geplant wurden (Wienerbergstraße 16–18, Wienerbergstraße 20) Identadresse Unter-Meidlinger Straße 85-89, Cothmannstraße 1, Pirkebnerstraße 2-4 |
| Gemeindebau im Wildgarten Wiener Wohnen                                         | 1    | Datei hochladen | Wildgartenweg 5 Standort               | 2019–2021 | | Mosaikinstallation Wir sind DA! von Anna Chodorkowskaja | 123       | |
| 937                                                                             | 1    | Datei hochladen | Wilhelmstraße 39 Standort              | 1980–1981 | Alfred Graf | | 15        | |
| 938                                                                             | 1    | Datei hochladen | Wilhelmstraße 40-44 Standort           | 1980–1983 | Johannes (Hans) Hohenegger, Haimo Hofer | | 68        | Identadresse Zeleborgasse 1-3 |
| 889                                                                             | 1    | Datei hochladen | Wolfganggasse 50-52 Standort           | 1941–1943 | Hans Jaksch, Werner Theiss, Siegfried Theiss                                                                                                   | | 62        | Identadresse Flurschützstraße 9-11 |
| 881                                                                             | 1    | Datei hochladen | Wolfganggasse 54 Standort              | 1930–1931 | Rudolf Karl Peschel | | 33        | |
| 884                                                                             | 1    | Datei hochladen | Zeleborgasse 7 Standort                | 1930–1931 | Otto Bauer | | 17        | Identadresse Pachmüllergasse 17 |

## Ehemalige Gemeindebauten
| Name / ID | Foto |                 | Adresse                  | Baujahr | Architekt(en)                   | Kunstobjekte                                                                 | Wohnungen | Anmerkungen                                                                                     |
| --------- | ---- | --------------- | ------------------------ | ------- | ------------------------------- | ---------------------------------------------------------------------------- | --------- | ----------------------------------------------------------------------------------------------- |
| 901       | 1    | Datei hochladen | Darnautgasse 10 Standort | 1953    | Anton Wiltschnig, Franz Wosatka | Steinskulptur Seelöwe von Othmar Jarmer, steht seit 2013 im Max-Opravil-Hof. | 88        | Abriss 2014, Neubau bis Ende 2016 als geförderte Wohnungen. Identadresse Wienerbergstraße 38-40 |